# 槍戰 (遊戲)
《槍戰》，是1975年由西角友宏設計的多方向射擊街機遊戲，由太東在日本和歐洲以及Midway在北美發行。

## 外部連結
- Killer List of Videogames上的《槍戰 (遊戲)》
- Arcade-History.com Gun Fight page （页面存档备份，存于）